# NGC 5433
NGC 5433 (również PGC 50012 lub UGC 8954) – galaktyka spiralna (Sd), znajdująca się w gwiazdozbiorze Psów Gończych. Odkrył ją William Herschel 20 marca 1787 roku. Jest zaliczana do radiogalaktyk.
W galaktyce tej zaobserwowano supernową SN 2010gk.